# Масований ракетний обстріл України 2 січня 2024
Вранці 2 січня 2024 року у рамках російського вторгнення в Україну російські військові атакували Україну аеробалістичними ракетами Х-47М2 «Кинджал» та крилатими ракетами повітряного базування Х-101/Х-555/Х-55.
Українська ППО знищила вранці 72 ракети після нічної атаки ударними дронами.
Росія масовано атакувала українські міста Київ та Харків. Також внаслідок аварійного сходження боєприпаса було зруйновано вулицю в селі Петропавловка Воронезької області. Згодом стало відомо що Росія застосувала Північно-корейські балістичні ракети для ударів по Україні.

## Перебіг подій
У ніч проти 2 січня росіяни атакували Україну за допомогою 35 ударних дронів типу Shahed-136/131.
Зранку стратегічні бомбардувальники Ту-95мс випустили не менше 70 крилатих ракет повітряного базування Х-101/Х-555/Х-55.
Близько 07:30 було зафіксовано пуски десяти аеробалістичних ракет Х-47М2 «Кинджал» із винищувачів МіГ-31К.
Також було атаковано трьома крилатими ракетами «Калібр», а з півночі — 12-ма ракетами, які летіли по балістичній траєкторії типу Іскандер-М/С-300/С-400.
Із літаків Су-35 було застосовано чотири протирадіолокаційні ракети Х-31П.

## Обстріли

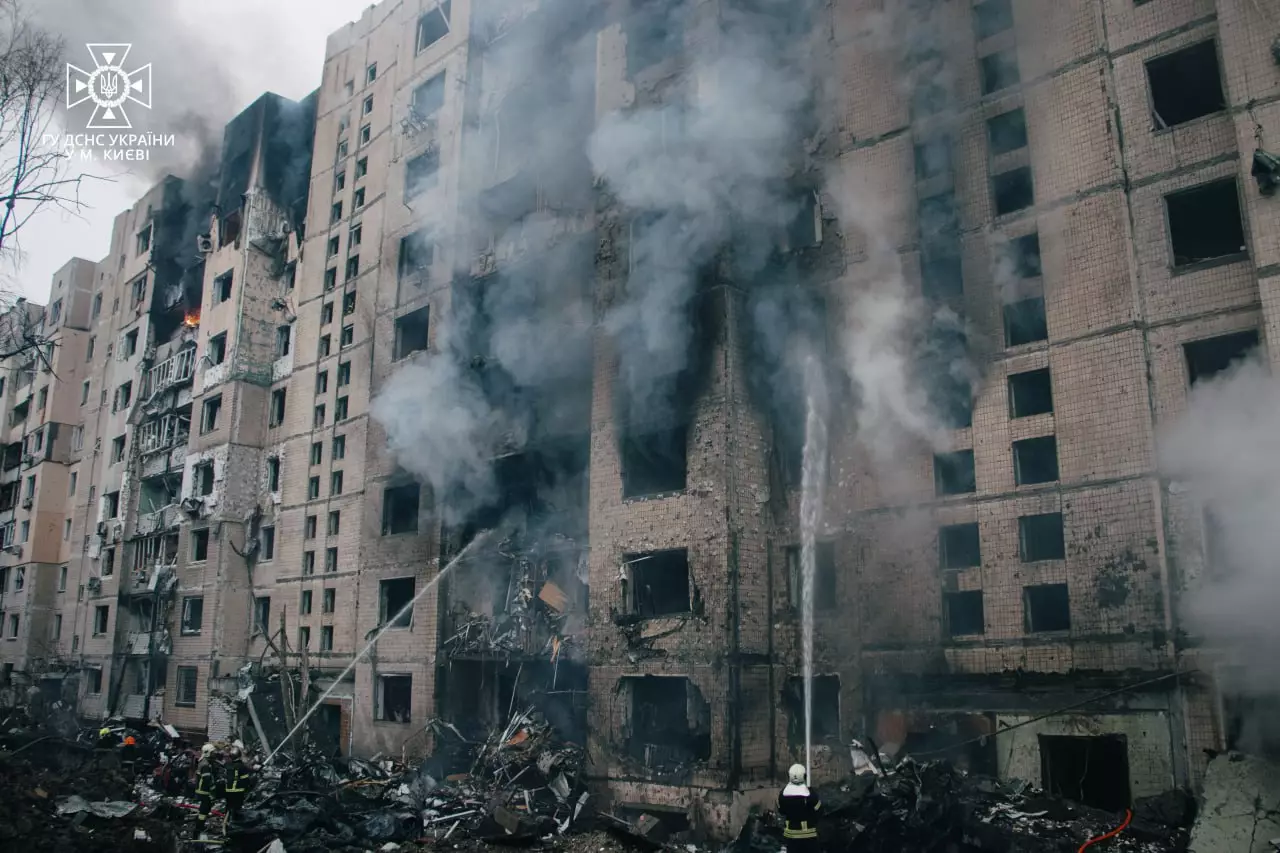
Будинок у Солом'янському районі Києва після удару

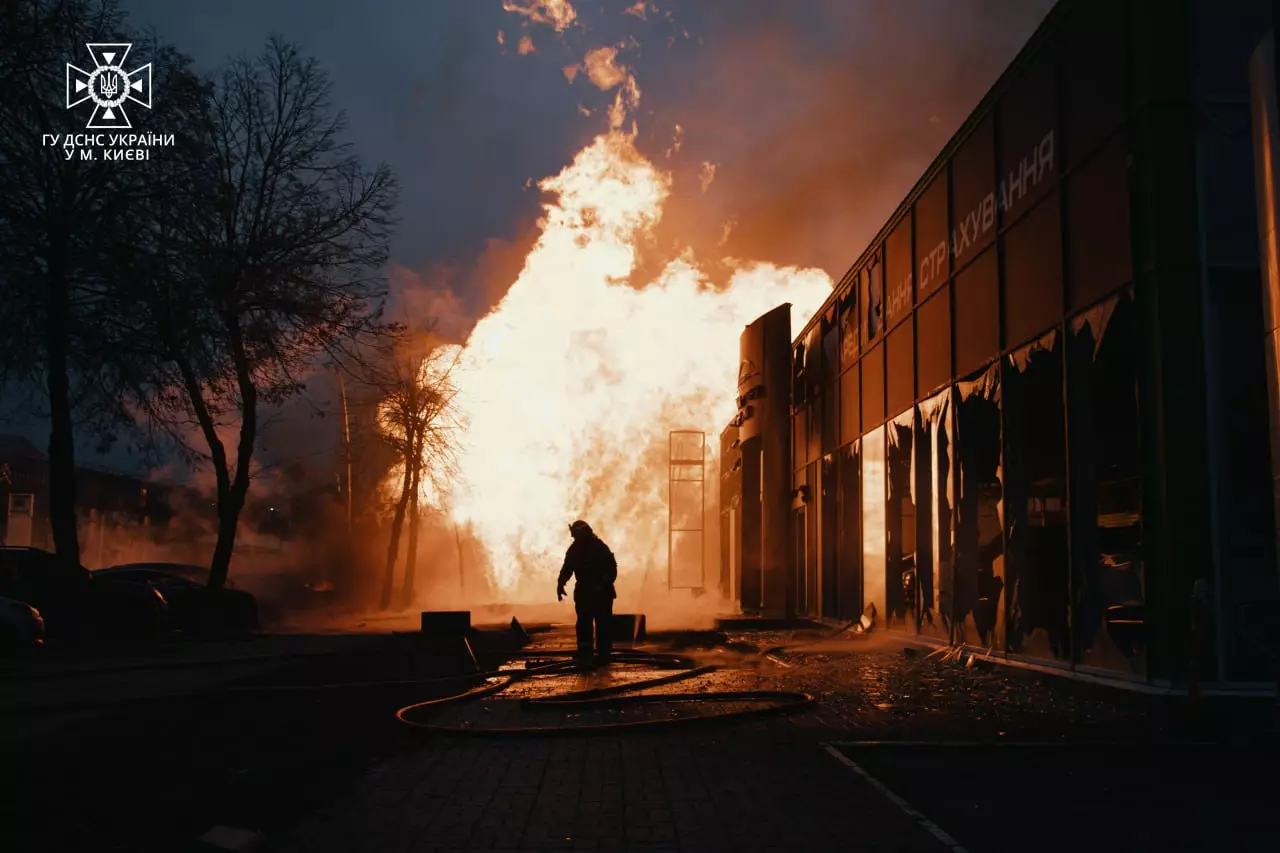
Пожежа біля автосалону в Подільському районі Києва

### Київ
Мер Києва Віталій Кличко повідомив що в Києві 49 постраждалих та троє загиблих внаслідок ракетної атаки. Без електропостачання опинилось близько 250 тис. споживачів, яке було відновлене в усіх районах до 14:30. Унаслідок обстрілу загинула докторка біологічних наук, професорка кафедри екології Національного університету «Києво-Могилянська академія» Людмила Василівна Шевцова.
У Києві у результаті ракетного обстрілу найбільше постраждала багатоповерхівка на вулиці Мокрій, 7 (Солом'янський район). Крім того, пошкоджені великі автомобільні автосалони, зокрема значних руйнувань зазнав офіційний дилерський центр автобренду Citroen 38 RA на Подолі. Окрім цього, зазнав пошкоджень і розташований на тій самій вулиці автосалон компанії «Атлант Моторз Енерджі» — одного з найбільших постачальників до України електромобілів із Китаю (бренди Volkswagen, Honda, Toyota, Audi, Nissan, KIA, Mercedes-Benz, ZEEKR, BYD, Polestar).
За даними на ранок 8 січня, в Києві постраждало 54 особи, 3 людини загинули. Серед загиблих — Людмила Шевцова, докторка біологічних наук, гідробіологиня (Національний університет «Києво-Могилянська академія»). Жила у багатоповерхівці на Солом'янці, у Києві, в який влучили уламки російської ракети. Вона померла дорогою до лікарні у кареті швидкої допомоги.
У лютому в Солом'янському районі Києва знайшли уламки ракети виробництва КНДР, яка була задіяна в атаці 2 січня.

### Харків

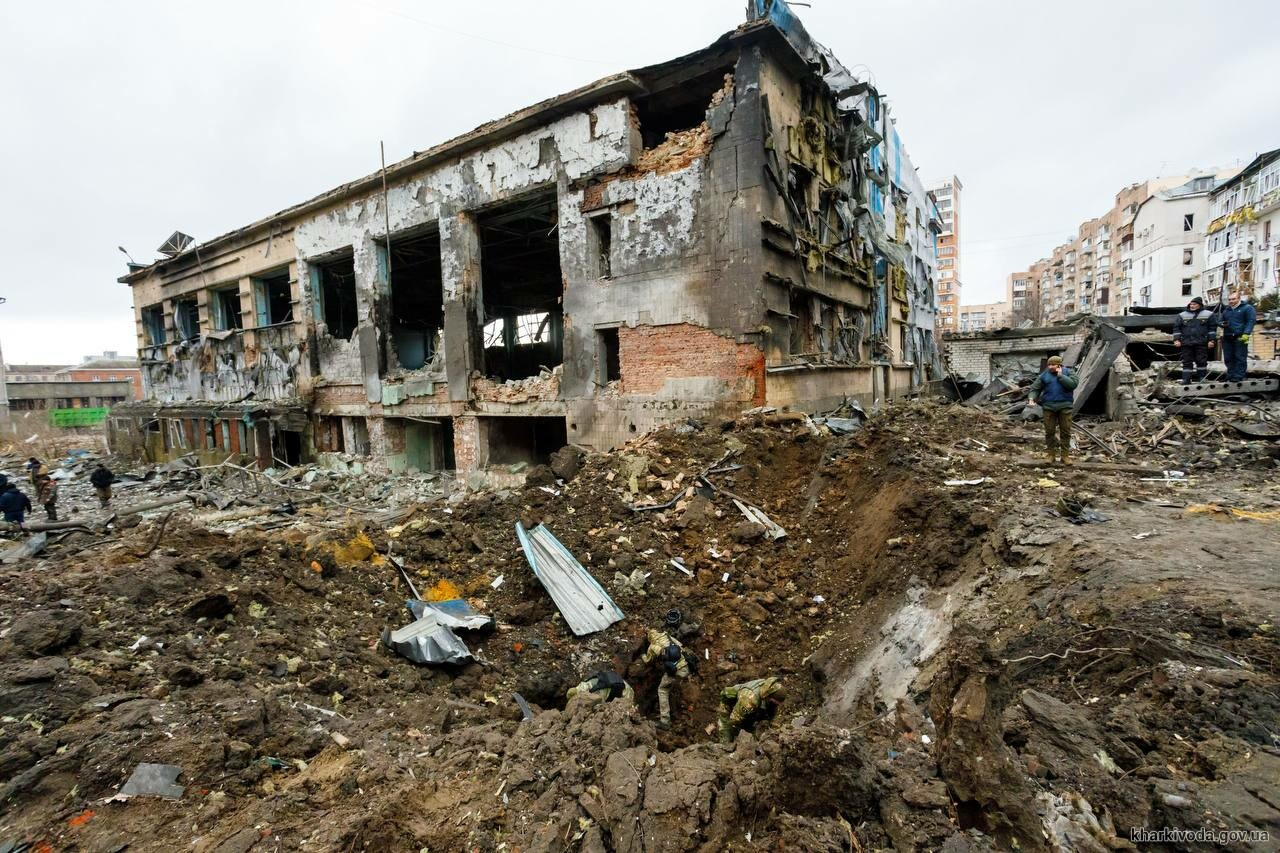
Руйнування в Харкові

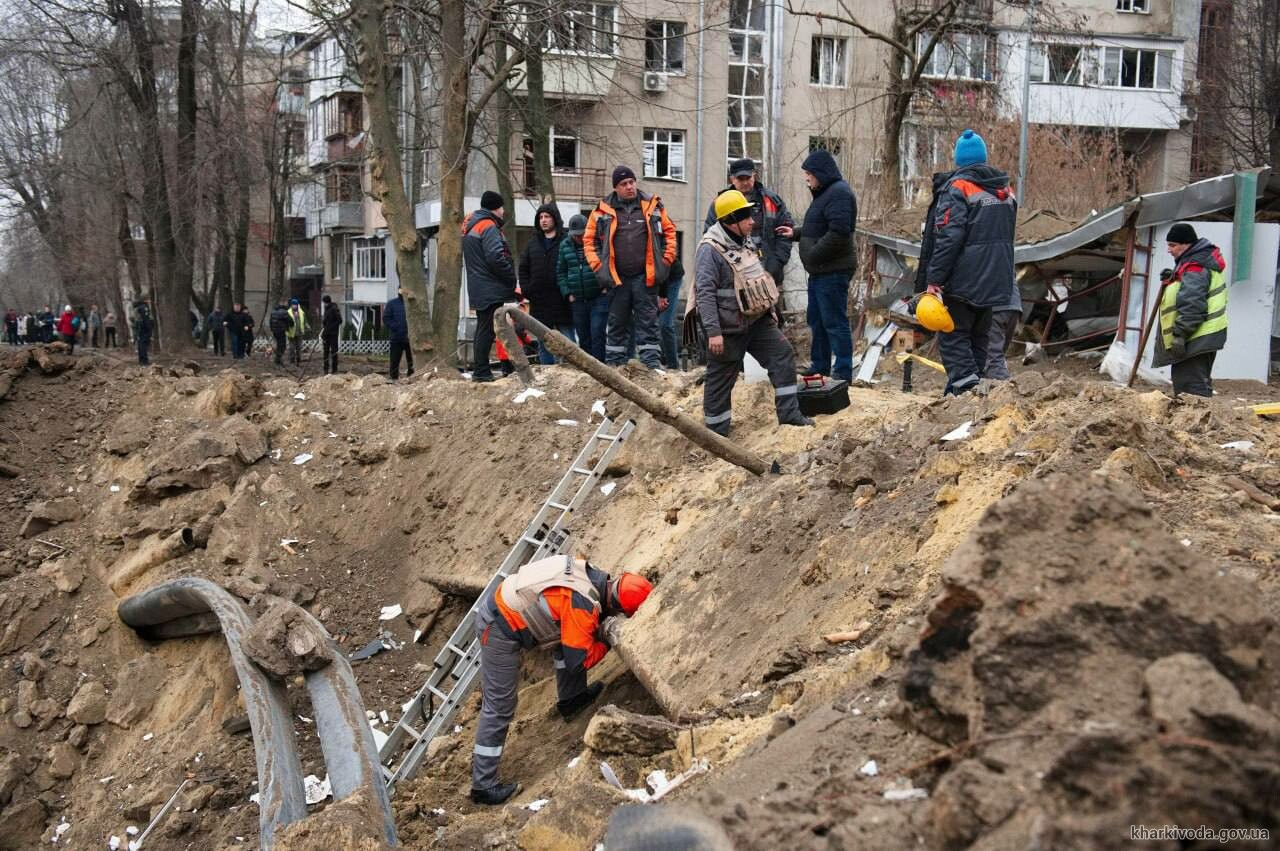
Ліквідація наслідків вибуху

Мер Харкова Ігор Терехов повідомив що є кілька прильотів в житлові будинки. Внаслідок терористичної атаки загинули 3 людини, 61 людина зазнала поранень. 4 січня від поранень внаслідок ракетного удару РФ по Харкову, у лікарні померла 84-річна заслужена артистка України Вікторія Миколаївна Тимошенко.

## Статистика
| Регіон                                               | Місце                                                | Зброя                                                | К-ть   | Влучання, загиблі/поранені                                                 |
| ---------------------------------------------------- | ---------------------------------------------------- | ---------------------------------------------------- | ------ | -------------------------------------------------------------------------- |
| Харківська обл.                                      | Харків                                               | С-300/С-400                                          | 0/2    | обстріл житлової інфраструктури                                            |
|                                                      |                                                      |                                                      |        |                                                                            |
| Київ та Київська обл.                                | Київ та Київська обл.                                | Х-101                                                | 59/70  | влучання і пошкодження уламками житлової та іншої забудови, жертви: 3/100+ |
| Київ та Київська обл.                                | Київ та Київська обл.                                | Х-47М                                                | 10/10  | влучання і пошкодження уламками житлової та іншої забудови, жертви: 3/100+ |
| Київ та Київська обл.                                | Київ та Київська обл.                                | Калібр                                               | 3/3    | влучання і пошкодження уламками житлової та іншої забудови, жертви: 3/100+ |
| Київ та Київська обл.                                | Київ та Київська обл.                                | KN-23                                                | —      | влучання і пошкодження уламками житлової та іншої забудови, жертви: 3/100+ |
| Харківська обл.                                      | Харків                                               | KN-23                                                | —      | відомо про застосування ракет KN-23 під час обстрілу Харкова 2 січня 2024  |
| Україна загалом (не рахуючи систем С-300/C-400)      | Україна загалом (не рахуючи систем С-300/C-400)      | Україна загалом (не рахуючи систем С-300/C-400)      | 6/113+ | Жертви: 61/171                                                             |
| Відсоток ракет, перехоплених ППО та іншими засобами: | Відсоток ракет, перехоплених ППО та іншими засобами: | Відсоток ракет, перехоплених ППО та іншими засобами: | 87 %   | 87 %                                                                       |

## Реакції
- Президент України Володимир Зеленський висловив співчуття всім постраждалим від чергової терористичної атаки. Також наголосив що: «держава-терорист повинна відчути наслідки того що вона робить»[32].
- Посол США в Україні Бріджит Брінк прокоментувала масовану атаку на Україну: «Путін зустрічає 2024 рік, запускаючи ракети по Києву та по всій країні, в той час як мільйони українців ховаються від холоду. Сьогодні вранці в Києві лунали гучні вибухи»[33]
- Польща підняла в небо тактичну авіацію, а саме групу F-16 для забезпечення безпеки свого повітряного простору[34].
- Міністр закордонних справ Чехії Ян Ліпавський зробив заяву стосовно атаки: «Лицемірна Росія. Вона звинувачує інших у геноциді, а сама знову бомбардує цивільні цілі в Україні та вбиває невинних. Хоче, щоб ми втомилися від війни і відмовилися від українців. Але цього не станеться. Ні цього року, ні ніколи»[35].
- Президент Латвії Едгарс Рінкевичс на тлі чергової атаки на Україну наголосив на необхідності підтримки України з боку європейських країн: «Новорічні святкування закінчилися, і Захід повинен бути серйозним і діяти негайно»[36].
- Президент Молдови Мая Санду написала в своєму твіттері: «На початку 2024 року жорстокі атаки Росії на українські міста продовжуються, викликаючи смерть та руйнування. Молдова рішуче засуджує цю агресію та твердо стоїть на боці України»[37].
- Франція найрішучішим чином засудила нову масову ракетну атаку армії Російської Федерації по Україні. «Запустивши майже сотню ракет і десятки безпілотників по всій українській території за чотири дні після удару безпрецедентного масштабу, внаслідок якого загинули щонайменше 39 осіб, Росія продовжує свою стратегію терору, спрямовану на знищення української цивільної інфраструктури, щоб підірвати стійкість українського народу в цю другу зиму конфлікту. Росія несе повну відповідальність за ескалацію, яку нічим не можна виправдати і яка насамперед впливає на цивільне населення»[38].
- Президент Словаччини Зузана Чапутова відреагувала на масовану атаку: «Найкращий спосіб гарантувати, що агресія Москви не продовжиться в наступному році — це надати Україні засоби, необхідні для самозахисту»[39].